# Da Lou
Louise Cristine Machado (Río de Janeiro, 16 de septiembre de 1983) es una cantante y compositora de pop rock brasileño. El exparticipante del Festival de Danza de Joinville y Coral Univille, seleccionado con el grupo XYZ Colectivo de Artistas Colectivo 40.º, supervisa la Bienal de Porto Alegre y profesor de arte. Louise Cristine Machado ha hecho un poco de todo para mostrar cómo multi-talentoso, pero su verdadera vocación es la misma en la música. Adepto de la guitarra desde los 17 años, grabó su primer sencillo "Noche", en colaboración con el productor Rick Bonadio.

## Carrera

### 2012: A Noite y fabrica de los sueños
Da Lou es el primer artista en participar en el proyecto "fabrica de los sueños" en 2012, promovido por el productor musical Rick Bonadio, quien produjo Tabaco, NX Zero, Rouge, Charlie Brown Jr. y otros. Ella fue elegida por el productor en una acción en la web pidiendo músicos de todo Brasil para enviar su trabajo al productor. El lou entonces envió un video casero de su canción "A Noite", cuya canción fue elegida para participar en el proyecto. Rick Bonadio tomó Da Lou a São Paulo para grabar en el estudio Midas Music. Después de terminar el trabajo, Rick estaba encantado con el Da Lou Desde el ambiente, y dijo que si la música se desató en su tierra natal, él llamaría allí para grabar un CD. "A Noite" se convirtió en el primer sencillo de su carrera, y ganó un video musical.

### 2013–presente
El 16 de septiembre de 2013, un año después de la única lanza "A Noite" Da lou en su cumpleaños el videoclip de la canción "Teu Olhar". En octubre de 2013, Da lou participó en el programa de televisión de la Rede Globo, el marco de estudiantes de primer año. El 15 de noviembre de 2014, el Diario RBS Almuerzo TV Globo noticias de la televisión hizo el estreno de su nuevo sencillo "Perdi Meu Tempo" la promoción de su videoclip.

## Discografía
| EP - 2012: A Noite | Sencillos - A Noite - Teu Olhar - Perdi Meu Tempo |